# Peter Emelieze
Peter Emelieze (Lagos, 19 aprile 1988) è un velocista nigeriano naturalizzato tedesco.

## Biografia
Emelieze ha debuttato nelle gare di velocità a partire dal 2003, vincendo una medaglia d'argento ai Campionati africani juniores in Camerun. Con la nazionale nigeriana ha preso parte soprattutto ai trionfi continentali nelle gare di staffetta veloce, come la medaglia d'oro ai Giochi panafricani in Mozambico nel 2011.
Trasferitosi in Germania per proseguire la carriera sportiva, Emelieze ha ottenuto la cittadinanza tedesca a partire dal gennaio 2016, in tempo per le Olimpiadi di Rio de Janeiro 2016, senza però riuscire a qualificarsi.

## Palmarès
| Anno                            | Manifestazione          | Sede        | Evento      | Risultato        | Prestazione | Note                                     |
| ------------------------------- | ----------------------- | ----------- | ----------- | ---------------- | ----------- | ---------------------------------------- |
| In rappresentanza della Nigeria |                         |             |             |                  |             |                                          |
| 2003                            | Campionati africani U20 | Garoua      | 100 m piani | Argento          | 10"56       |                                          |
| 2003                            | Campionati africani U20 | Garoua      | 200 m piani | 5º               | 21"76       |                                          |
| 2004                            | Mondiali U20            | Grosseto    | 100 m piani | Batteria         | 10"81       |                                          |
| 2004                            | Mondiali U20            | Grosseto    | 4×100 m     | Semifinale       | 40"36       |                                          |
| 2005                            | Universiadi             | Smirne      | 100 m piani | Quarti di finale | 10"57       |                                          |
| 2005                            | Universiadi             | Smirne      | 4×100 m     | 6º               | 39"84       |                                          |
| 2006                            | Giochi del Commonwealth | Melbourne   | 4×100 m     | Batteria         | dnf         |                                          |
| 2006                            | Campionati africani     | Bambous     | 4×100 m     | Oro              | 39"63       |                                          |
| 2010                            | Mondiali indoor         | Doha        | 60 m piani  | Semifinale       | 6"66        |                                          |
| 2010                            | Giochi del Commonwealth | Nuova Delhi | 100 m piani | 6º               | 10"31       |                                          |
| 2010                            | Giochi del Commonwealth | Nuova Delhi | 4×100 m     | Batteria         | dq          |                                          |
| 2011                            | Mondiali                | Taegu       | 100 m piani | Batteria         | 10"58       |                                          |
| 2011                            | Giochi panafricani      | Maputo      | 100 m piani | Semifinale       | 10"31       |                                          |
| 2011                            | Giochi panafricani      | Maputo      | 4×100 m     | Oro              | 38"93       |                                          |
| 2012                            | Mondiali indoor         | Istanbul    | 60 m piani  | Semifinale       | 6"81        |                                          |
| 2012                            | Campionati africani     | Porto-Novo  | 4×100 m     | Argento          | 39"34       |                                          |
| 2012                            | Giochi olimpici         | Londra      | 100 m piani | Batteria         | 10"22       | Miglior prestazione personale stagionale |